# ŠK Borovo-Vukovar '91
Šahovski klub Borovo-Vukovar '91, bivši je hrvatski šahovski klub. 

## Povijest
Osnovali su ga 1991. godine u izbjeglištvu i progonstvu hrvatski šahisti iz Vukovara i Borova Naselja, jer su grad okupirali velikosrpski agresori i svi Hrvatskoj odani stanovnici bili su prognani ili pobijeni. Klub je izrastao na tradiciji dvaju predratnih šahovskih klubova iz Borova Naselja i Vukovara, Sloge i Borova, koji su iznjedrili šahiste poput Mladena Palca, Zlatka Klarića, Zlatka Ilinčića, Zdenka Jukića, Denisa Rosandića i drugih. Klub je okupio igračka imena kao što su Barejev, Tukmakov, Hulak, Palac, Dizdar, Zelčić. Trebao je nastupiti za Vukovarce i najbolji šahist svih vremena, rusko-hrvatski šahist Gari Kasparov, veliki prijatelj Zlatka Klarića, počasni član kluba i glasni zagovaratelj hrvatske neovisnosti. Nije nastupio zbog obiteljskih razloga. Vrhunac kluba bila je završnica na šahovskom Kupu prvaka 1996. godine u Budimpešti  u kojoj su izgubili 3,5:2,5 od ruskog prvaka TatTransGaz-Itila iz Kazanja. ŠK Borovo-Vukovar '91 uskoro se ugasio. Godine 2001., tri godine nakon reintegracije hrvatskoga Podunavlja, osnovan je ŠK Vukovar 91 koji djeluje i danas.